# Сколоздра Василь
Василь Сколоздра (Псевдо: «Грабенко», «Василь Ніновський») (нар. 13 листопада 1919, с. Верин, Миколаївський район, Львівська область — пом. 3 листопада 1987, м. Маямі, США) — український військовик, командир тактичного відтинку УПА ТВ-14 «Асфальт», особистий охоронець Степана Бандери.
Лицар Бронзового Хреста Бойової Заслуги та Срібного Хреста Бойової Заслуги 1-го класу.

## Життєпис
Народився 13 листопада 1919 року в селі Верин (тепер Миколаївський район Львівська область).
Член ОУН з 1930-х років. Після окупації Західної України Радянським Союзом на території Польщі.
З 1944 командир сотні УПА на Волині. З вересня 1945 до 1946 командир ТВ-14 «Асфальт». 22 січня 1946 року отримав звання поручник. 
Влітку 1948 року разом із групою старшин УПА перейшов до ФРН. 

### Водій і охоронець Степана Бандери
Проживав у Мюнхені та виконував функцію особистого водія та охоронця лідера ОУНР Степана Бандери.
Восени 1959 року потрапив разом із провідником у аварію, сильно постраждав, однак врятував Степана Бандеру. Перебуваючи у лікарні довідався про вбивство лідера ОУНР 15 жовтня 1959 року. 
Згодом переїхав до США, помер 3 листопада 1987 року. 

## Нагороди
- Згідно з Наказом штабу воєнної округи 2 «Буг» ч. 21 від 5.09.1946 р. поручник УПА Василь Сколоздра – «Грабенко» нагороджений Бронзовим хрестом бойової заслуги УПА
- Згідно з Наказом Головного військового штабу УПА 3/49 від 15.10.1949 р. поручник УПА Василь Сколоздра – «Грабенко» нагороджений Срібним хрестом бойової заслуги УПА 1 класу.

## Вшанування пам'яті
24.09.2017 р. від імені Координаційної ради з вшанування пам’яті нагороджених Лицарів ОУН і УПА у м. Миколаїв Львівської обл. Срібний хрест бойової заслуги УПА 1 класу (№ 002) та Бронзовий хрест бойової заслуги УПА (№ 003) передані Роману Сколоздрі, племіннику Василя Сколоздри – «Грабенка».